# Marian Ozimek
Marian Ozimek (ur. 26 sierpnia 1942) – polski działacz partyjny, państwowy i myśliwski, urzędnik i dyplomata, w latach 1975–1980 wicewojewoda zamojski.

## Życiorys
Wychował się we wsi Sporniak koło Lublina. Absolwent II Liceum Ogólnokształcącego im. Hetmana Jana Zamoyskiego w Lublinie i Wyższej Szkoły Rolniczej w Lublinie. W czasie studiów należał do chóru uczelnianego, którego później został prezesem.
Był działaczem Zjednoczonego Stronnictwa Ludowego, kierował wydziałem w Naczelnym Komitecie ZSL (od 1983) i przewodniczył Komitetowi Wojewódzkiemu w Zamościu (od 1980 do 1983). Z ramienia ZSL był od 1975 do 1980 pierwszym w historii wicewojewodą zamojskim (obok do 1976 Stanisława Juraszka i od 1976 Edwarda Drążka). W latach 1976–1982 pełnił funkcję pierwszego prezesa Aeroklubu Ziemi Zamojskiej. Należał także do organizacji łowieckich, w latach 1986–1988 pozostawał wiceprzewodniczącym zarządu głównego Polskiego Związku Łowieckiego. Pracował później w Ministerstwie Współpracy Gospodarczej z Zagranicą. Następnie był konsulem ds. handlu w polskich konsulatach we Lwowie i Kijowie, a od 1994 w Ostrawie. Pełnił także funkcję wiceprezesa Polskiego Funduszu Emerytalnego i Agencji Rozwoju Gospodarczego, a także radcy ministra rolnictwa.
Otrzymał ponad 40 odznaczeń, odznak i medali państwowych, resortowych i organizacji społecznych, a m.in.: Krzyż Kawalerski Orderu Odrodzenia Polski, Medal im. Wincentego Witosa, Medal Komisji Edukacji Narodowej, Odznakę „Zasłużony Działacz Kultury”, Medal „Zasłużony dla Województwa Zamojskiego” i Złoty Medal Zasługi Łowieckiej.